# Zé Arigó
Zé Arigó, pseudonimo di José Pedro de Freitas (Congonhas, 18 ottobre 1918 – 11 gennaio 1971), è stato un medium brasiliano. Per vent'anni ha sviluppato la sua presunta attività paranormale nella città di Congonhas nella regione del Minas Gerais. Grazie a presunti interventi chirurgici realizzati attraverso l'intermediazione del suo spirito guida, viene conosciuto anche al di fuori del Brasile.  A detta di Arigò, questo spirito guida sarebbe stato un medico tedesco, chiamato Dottor Fritz, morto nel 1918 durante la prima guerra mondiale.

## Biografia
Zé Arigó nacque nel 1918 nella Fazenda do Fria, a pochi chilometri da Congonhas, nella regione del Minas Geiras, in Brasile. I genitori erano agricoltori nella stessa Azienda agricola, e, con molti sacrifici riuscirono ad assicurare a Josè e ai suoi sette fratelli un'educazione di base. Secondo i suoi biografi, attorno al 1950 fece un sogno nel quale sentiva una voce che lo tormentava e che, secondo lui, apparteneva ad un personaggio robusto e calvo, vestito di bianco, che si trovava in una sala operatoria insieme ad un gruppo di medici e infermerie di cui era responsabile, al capezzale di un paziente. Il sogno si ripeté diverse volte, ed il personaggio si presentò come Adolph Fritz, medico tedesco, vissuto durante il periodo storico della prima guerra mondiale. Sempre nel sogno, il medico disse di non avere completato la sua opera sulla terra, e anche se Zè non capiva molto bene il tedesco, riuscì ad intuire la seguente frase:
(Dr Fritz)
Da quel momento, secondo Arigò, una forza aliena, si impossessò delle sue mani per fargli compiere delicati interventi chirurgici, e per assistere gli ammalati e i disperati.
Nel 1956 fu incriminato per abuso della professione medica e condannato a 15 mesi di prigione. Fu poi graziato dal Presidente della Repubblica Juscelino Kubitschek de Oliveira, medico. La sua fama continuò a crescere, e nel 1963 fu ricevuto dal Presidente João Goulart. Assistette anche la figlia del Presidente João Baptista Figueiredo.
I suoi biografi affermano che nel gennaio 1971 Zé Arigó vide in sogno un crocifisso nero, e si convinse sempre di più che la sua fine fosse vicina. L'11 gennaio 1971, giorno in cui morì, andò nella sua clinica avvisando tutti i pazienti che si sarebbe assentato per andare in una città vicina a prendere un'automobile usata, appena comperata. Alle 12,23 di quello stesso giorno, Zé Arigó perde il controllo della sua Chevrolet Opala e, invadendo la corsia opposta, si scontrò con un altro veicolo, morendo per trauma cranico. Il lutto per la sua scomparsa fu celebrato in tutto il Brasile.

## La tecnica
Quando Zé Arigó incorporava le entità, utilizzava coltelli e altri strumenti per estrarre rapidamente cisti e tumori.
Le incisioni erano molto piccole, se paragonate agli interventi chirurgici canonici : spesso minori delle masse estranee contenute nei corpi dei pazienti. A volte, durante gli interventi, Arigó dettava le ricette mediche dattilografate da uno dei suoi assistenti, e poi consegnate al paziente in convalescenza.

## Il caso del senatore Bittencourt
Fra i casi assistiti nel 1950 si ricorda quello del Senatore Carlos Alberto Lúcio Bittencourt in campagna elettorale per le elezioni del suo Stato e per le presidenziali di Getúlio Vargas.
Al Senatore era stato diagnosticato una grave malattia polmonare, probabilmente un carcinoma e si sarebbe fatto operare dopo la campagna elettorale a Congonhas. Conobbe Zé Arigó e ne rimase impressionato per il suo carisma. Lo invitò a partecipare ad un comizio elettorale a Belo Horizonte. Zé Arigó accettò l'invito.
Furono ospitati nello stesso hotel. Quella sera, il senatore sentì aprire la porta della sua camera, e gli parve di vedere il volto di Arigó, che si avvicinava a lui con un rasoio in mano. Spaventato, sentì su di sé un torpore fisico che lo fece cadere in un profondo sonno. La mattina dopo, vide il suo pigiama completamente lacerato a livello della schiena, sporco di sangue già secco. Il tumore sarebbe stato rimosso e l'operazione avrebbe avuto successo.

## Critiche
Il ricercatore scettico Joe Nickell scrisse che Arigó "prescriveva vari intrugli e pozioni il cui effetto dipendeva ovviamente dall'effetto placebo. Il filosofo Robert Todd Carroll, autore di The Skeptic's Dictionary, considerava le prestazioni di Arigó bufale.
Anche il mago e divulgatore scientifico James Randi si espresse sulla presunta abilità terapeutica del medium brasiliano, giudicandola frutto di illusionismo.

## Citazioni letterarie
Il personaggio di Arigó viene citato in un romanzo-studio dedicato a Stylianos Atteshlis, mistico e guaritore cipriota noto come Daskàlos, del sociologo cipriota Kyriacos C. Markides, dal titolo "Fuoco nel cuore. Mistici, saggi e guaritori". "Dopo aver letto casi straordinari come quello del brasiliano Arigó (descritto nello studio impeccabilmente documentato di John Fuller, Arigó: chirurgo dal coltello arrugginito), non potevo considerare un'assurdità la storia di Daskàlos" (Vicenza, Edizioni Punto d'Incontro, 1995, pag.78).